# Маунт Олив (Мисисипи)
Маунт Олив (енгл. Mount Olive) град је у америчкој савезној држави Мисисипи.

## Демографија
По попису из 2010. године број становника је 982, што је 89 (10,0%) становника више него 2000. године.
| Група             | 2000.       | 2010.       |
| Белци             | 416 (46,6%) | 419 (42,7%) |
| Афроамериканци    | 464 (52,0%) | 541 (55,1%) |
| Азијати           | 0 (0,0%)    | 0 (0,0%)    |
| Хиспаноамериканци | 5 (0,6%)    | 9 (0,9%)    |
| Укупно            | 893         | 982         |